# Guo Yunfei
Guo Yunfei (28 de junio de 1991) es una deportista china que compite en taekwondo.
Ganó una medalla en el Campeonato Mundial de Taekwondo de 2011, y dos medallas en el Campeonato Asiático de Taekwondo en los años 2008 y 2018. En los Juegos Asiáticos consiguió dos medallas en los años 2010 y 2014.

## Palmarés internacional
| Campeonato Mundial  | Campeonato Mundial           | Campeonato Mundial | Campeonato Mundial |
| Año                 | Lugar                        | Medalla            | Categoría          |
| ------------------- | ---------------------------- | ------------------ | ------------------ |
| 2011                | Gyeongju (Corea del Sur)     | Medalla de plata   | –67 kg             |
| Juegos Asiáticos    |                              |                    |                    |
| Año                 | Lugar                        | Medalla            | Categoría          |
| 2010                | Cantón (China)               | Medalla de oro     | –67 kg             |
| 2014                | Incheon (Corea del Sur)      | Medalla de oro     | –67 kg             |
| Campeonato Asiático |                              |                    |                    |
| Año                 | Lugar                        | Medalla            | Categoría          |
| 2008                | Luoyang (China)              | Medalla de oro     | –67 kg             |
| 2018                | Ciudad Ho Chi Minh (Vietnam) | Medalla de bronce  | –67 kg             |